# Mycena flavescens
Mycena flavescens är en svampart som beskrevs av Velen. 1920. Enligt Catalogue of Life ingår Mycena flavescens i släktet Mycena,  och familjen Mycenaceae, men enligt Dyntaxa är tillhörigheten istället släktet Mycena,  och familjen Favolaschiaceae. Arten är reproducerande i Sverige. Inga underarter finns listade i Catalogue of Life.

## Källor

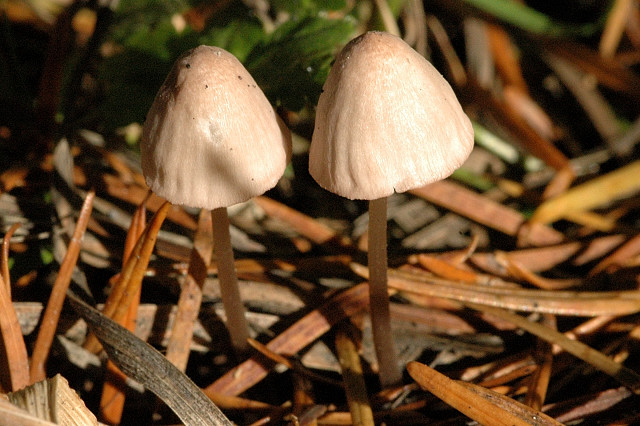
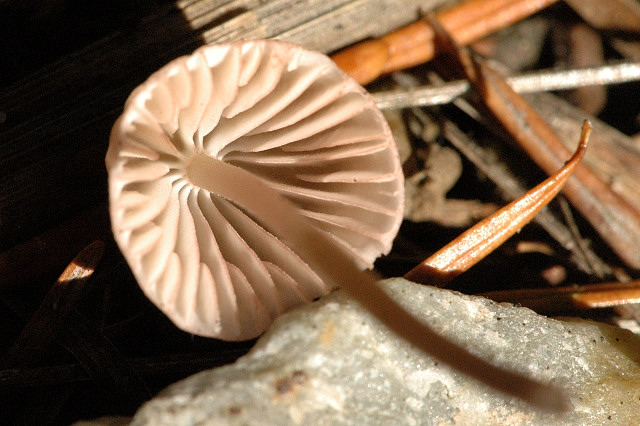
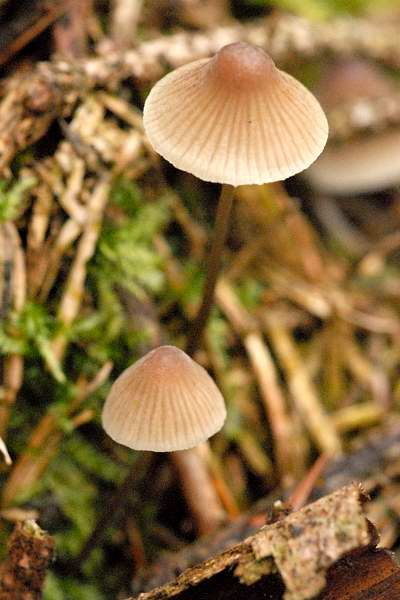
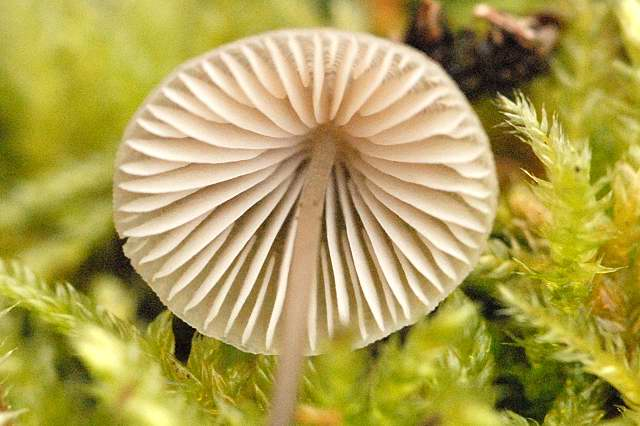